# L'attimo della violenza
L'attimo della violenza (Guns of Darkness) è un film del 1962 diretto da Anthony Asquith.

## Trama
Durante un colpo di stato, il Presidente di una nazione sudamericana viene catturato dai rivoluzionari e verrà aiutato a fuggire oltre il confine da una coppia di coniugi britannici.